# Zatokî, Bar
Zatokî (în ucraineană Затоки) este un sat în comuna Voinașivka din raionul Bar, regiunea Vinnița, Ucraina.

## Demografie
Componența lingvistică a localității Zatokî
     Ucraineană (99,52%)
     Alte limbi (0,48%)
Conform recensământului din 2001, majoritatea populației localității Zatokî era vorbitoare de ucraineană (99,52%), existând în minoritate și vorbitori de alte limbi.